# Rawkus Records
Rawkus Records est un label discographique indépendant de hip-hop américain, situé à New York, dans l'État de New York. Il est fondé en 1995 par Brian Brater et Jarret Meyer. Le label découvre de nouveaux talents comme la paire Mos Def et Talib Kweli qui se réunissent pour l'album Black Star, ou encore le chanteur et rappeur Common, les groupes Company Flow et The High & Mighty, Pharoahe Monch, Skillz, et Block Speakers.

## Histoire
Le label est lancé en 1995 par Brian Brater et Jarret Meyer, sous le nom initial de Raw Records. En 1996, Brian Brater  propose le changement de nom pour Rawkus, en hommage à la chanson Bring da Ruckus du Wu-Tang Clan. Brater et Meyer parviennent à financer le label grâce à l'appui d'un ami, James Murdoch (PDG de British Sky Broadcasting et fils de Rupert Murdoch),,. Rawkus est surtout considéré par la presse spécialisée comme un label underground pour avoir signé des artistes peu connus, surtout appréciés par des « puristes » et un public assez restreint. Le label sera souvent contraint de signer des accords avec des majors de l'industrie musicale.
Rawkus Records signe par la suite un accord avec Interscope/Geffen, une division de Universal Music Group. En 2002, Rawkus signe un accord avec MCA. Cependant, le label est racheté, quelque temps après par Interscope/Geffen.  
En février 2007, le label lance le projet Rawkus 50 qui consiste à découvrir de nouveaux talents. La seule contrainte est de posséder un site MySpace ou des vidéos sur Internet et d'envoyer une maquette par mail au label. Les artistes retenus ne seront pas obligatoirement signé sur le label, ils seront simplement « marketé » par Rawkus.

## Artistes

### Artistes actuels
- Blue Scholars
- Custom Made
- Marco Polo
- Panacea
- The Procussions
- Point Blank

### Anciens artistes
- Atllas
- Cocoa Brovaz
- Common
- Company Flow
- El-P
- Hi-Tek
- Kool G. Rap
- Missy Elliot
- Mos Def et Talib Kweli (pour Black Star)
- P. Diddy
- Pharoahe Monch
- Reflection Eternal (Talib Kweli et Hi-Tek) (pour Train of Thought)
- Shawn J. Period
- Skillz
- Smut Peddlers
- The High & Mighty
- The Last Emperor